# Pink Media Group
 (транскр.  Пинк мидија груп) је српско медијско предузеће из Београда. Оснивач и власник предузећа је Жељко Митровић.

## Историја
је водећа медијска корпорација у југоисточној Европи. Прва и основна делатност групације је производња телевизијског програма која је резултирала креирањем и дистрибуцијом 60 сопствених, жанровски различитих ТВ канала уз водећи и најгледанији канал Пинк.
Паралелно са развојем најгледаније телевизије на Балкану, давне 1997. године покренута је и издавачка кућа City Records, која заједно са првенцем групације чини једну од првих компанија које су довеле Пинк до успеха. Повећањем обима и потреба телевизијске продукције, 2006. године отворен је највећи комплекс филмских студија у југоисточној Европи PFI Studios.
Студији сада обухватају комплетну телевизијску продукцију ТВ Пинк, и на европској мапи маркирани су као главна дестинација за снимање холивудских филмова А продукције. Поред тога што настоји да обезбеди висок проценат сопствене продукције, програм ТВ Пинка богат је и страним холивудским садржајем. Дугогодишња сарадња са највећим америчким мејџор студијима резултирала је потпуном иновацијом – првим домаћим онлајн стреаминг сервисом Apollon. Најбољи избор домаћих и америчких филмова и серија, од 2021. године обједињен је и доступан путем Аполона на територији Србије, Босне и Херцеговине и Црне Горе са преводима на локалне језике.
Страст Жељка Митровића према авијацији, и аероинжењерингу, уз помоћ групе инжењера машинског и електротехничког факултета, довела је до формирања новог и најмлађег PMG огранка, Пинковог развојно истраживачког центра — PR-DC.
У корак са временом, и савременим технологијама, после скоро три деценије лидерске позиције на телевизијском тржишту, оснивач и власник Жељко Митровић покренуо је телевизију, портал и радио — Ред, намењене интернет популацији.

## Телевизијски канали
У Србији:
- Пинк - национална фреквенција

Специјализовани кабловски телевизијски канали
1. Red TV
2. Vesti TV
3. Pink 3 Info
4. Pink Family
5. Pink Soup
6. Pink Kids
7. Pink Super Kids
8. Pink Reality